# Eucrostes fimbriolaria
Eucrostes fimbriolaria är en fjärilsart som beskrevs av Jacob Hübner 1817. Eucrostes fimbriolaria ingår i släktet Eucrostes och familjen mätare. Inga underarter finns listade i Catalogue of Life.